# Juri Alexandrowitsch Gasinski
Juri Alexandrowitsch Gasinski (russisch Юрий Александрович Газинский; englisch Yury Gazinsky; * 20. Juli 1989 in Komsomolsk am Amur) ist ein russischer Fußballspieler.

## Karriere

### Verein
Die Jugendzeit verbrachte er bis 2007 bei seinem Heimatklub Smena Komsomolsk. Im Anschluss daran lief er bis 2010 für die Profis auf. Von 2010 bis 2012 spielte er für Lutsch-Energija Wladiwostok. Danach wechselte er für ein Jahr zu Torpedo Moskau. Seit Juli 2013 ist er für FK Krasnodar aktiv. Im August 2022 wechselte er zu Ural Jekaterinburg.

### Nationalmannschaft
Sein Debüt in der A-Nationalmannschaft bestritt er im Testspiel am 31. August 2016 in der Partie gegen die Türkei. Er wurde für den endgültigen Kader zur FIFA-Fußball-Weltmeisterschaft 2018 nominiert und erzielte im Eröffnungsspiel gegen Saudi-Arabien das erste Tor des Turniers, welches zudem sein erstes Tor in der Nationalmannschaft war.